# Ixodia
Ixodia is een geslacht van zangvogels uit de familie Pycnonotidae (buulbuuls) .

## Soorten
Het geslacht kent de volgende soorten:
- Ixodia cyaniventris  – Grijsbuikbuulbuul
- Ixodia erythropthalmos  – Brilbuulbuul
- Ixodia squamata  – Schubborstbuulbuul